# Laternendecke
Die Laternendecke ist eine besonders von asiatischen Bauwerken bekannte Deckenkonstruktion als Abschluss meist quadratischer Räume. Sie besteht aus vier diagonal über die Ecken des Raumquadrates gelegten Balken oder Deckenplatten, die in der Mitte eine quadratische Öffnung freilassen. Über diese Öffnung sind wiederum mehrere Schichten aus Balken oder Platten gelegt, sodass sich das mittig ausgesparte Quadrat zu einem Luftloch, durch das laternenartig Licht in den Raum einfallen kann, verjüngt.
Die Laternendecke ist vor allem bei traditionellen zentralasiatischen Wohnhäusern als Holzbalkenkonstruktion verbreitet. Vier Balken, die diagonal über die Raumecken gelegt werden, tragen weitere, jeweils diagonal zueinander angeordnete Balken. Über Monumentalbauten, vor allem buddhistische Heiligtümer wie jene von Turfan und Bamiyan, wurde sie im frühen Mittelalter nach Indien und Ostasien vermittelt. In der indischen Architektur wurde die Laternendecke aus Steinplatten konstruiert und mit einem Deckstein versehen, sodass kein Licht mehr einfallen konnte. Als Abschluss von Mandapas (Hallen) hinduistischer und jainistischer Tempel steht sie sinnbildlich für den Himmel, der in der indischen Kosmologie meist als Quadrat beschrieben wird, und ist in der Regel mit mythologischen Abbildungen und Symbolen ausgeschmückt. In Ostasien sind Laternendecken mit ähnlicher symbolischer Bedeutung vor allem in buddhistischen Höhlenklöstern und in Grabmälern zu finden.

## Quelle
- Klaus Fischer, Christa-M. Friederike Fischer: Indische Baukunst islamischer Zeit. Holle Verlag, Baden-Baden 1976, ISBN 3-87355-145-4.